# Андресен, Александер
Алекса́ндер А́ндресен (норв. Aleksander Andresen; род. 6 апреля 2005) — норвежский футболист, полузащитник клуба «Стабек».

## Клубная карьера
Андерсен — воспитанник клуба «Мосс». В 2021 года игрок подписал первый профессиональный контракт со «Стабеком», но на правах аренды на полгода остался в родном клубе. 19 июля в матче против «Альта» он дебютировал во Втором дивизионе Норвегии. 3 июля в поединке против «Флойя» Александер забил свой первый гол за «Мосс». По окончании аренды Андерсен вернулся в «Стабек». 14 августа в матче против «Старта» он дебютировал в Типпелиге. По итогам сезона клуб вылетел в Первый дивизион, но Андресен остался в команде и через год помог команде вернуться в элиту. В июле 2023 года продлил контракт с клубом «Стабек» до 2025 года. 4 мая 2024 года в поединке против «Конгсвингера» Александер забил свой первый гол за клуб. 

## Международная карьера
В 2023 году в составе юношеской сборной Норвегии Андерсен принял участие в юношеском чемпионате Европы на Мальте. На турнире он сыграл в матче против команды Греции.
В 2024 году в составе юношеской сборной Норвегии Андерсен принял участие в юношеском чемпионате Европы в Северной Ирландии. На турнире он сыграл в матчах против сборных Италии, Украины, Северной Ирландии и Турции.

## Личная жизнь
В возрасте 15 лет у Андресена обнаружили рак, во время сдачи теста на аллергию в декабре 2019 года. После дополнительных обследований ему диагностировали лимфому. Он провел более 100 дней в больнице до августа 2020 года, где проходил лечение.